# Zwei-Prozess-Modell der Schlafregulation
Das Zwei-Prozess-Modell der Schlafregulation (auch: Zwei-Prozess-Modell von Borbély) versucht die Rhythmen, die an der Schlafregulation beteiligt sind, zu modellieren. Veröffentlicht wurde das Modell von Borbély im Jahr 1982 sowie von Borbély und Wirz-Jusice im Jahr 1987.

Das Diagramm stellt das Zwei-Prozess-Modell der Schlafregulation dar. Der homöostatische Faktor S gibt den Schlafbedarf an (rot). Wird in einer Nacht zu wenig oder nicht genügend geschlafen, steigt dieser immer weiter an. Während des Schlafes baut sich dieser Faktor wieder ab. Der rhythmische Faktor C gibt den optimalen Zeitraum an, in dem geschlafen wird (nachts).

Nach diesem Modell sind zwei Faktoren wirksam: Zum einen der homöostatische Faktor S und der rhythmische Faktor C. Faktor S gibt den Schlafbedarf bzw. die Tiefschlafbereitschaft an, er baut sich während der Wachzeit auf und während des Schlafes wieder ab. C hingegen gibt den optimalen Zeitraum vor, in dem geschlafen wird (nachts). Somit entspricht C der inneren Uhr bzw. dem Rhythmusgenerator mit einer zirkadianen Periode von ungefähr 24 Stunden. Ebenfalls hängt dieser Prozess mit der Körpertemperatur zusammen. Laut Borbély könne C auch als Aufwachschwelle gesehen werden. Das Modell wurde später auch um eine parallel verlaufende Einschlafschwelle erweitert.
Der Faktor S spiegelt letztlich eher ein hypothetisches Konstrukt wider. Im Tiefschlaf nimmt jedoch die Aktivität der Delta-Wellen bei längerer Wachheit zu. Inzwischen wird angenommen, dass die Substanzen L-Tryptophan, Serotonin, Prostaglandin D2 und verschieden weitere Substanzen als Korrelat des Faktor S gelten könnten.
Diese beiden Prozesse laufen nicht unabhängig voneinander ab, sondern beeinflussen sich gegenseitig. Dies bedeutet, dass das Schlaf-/Wachverhalten je nach Umweltbedingungen stark variieren kann.
In der aktuellen Forschung wird darüber diskutiert, ob das zirkadiane System nicht das Schlafbedürfnis, sondern stattdessen die Wachheit steuert.